# Arrondissement Bellac
Arrondissement Bellac (fr. Arrondissement de Bellac) je správní územní jednotka ležící v departementu Haute-Vienne a regionu Limousin ve Francii. Člení se dále na osm kantonů a 63 obce.

## Kantony
- Bellac
- Bessines-sur-Gartempe
- Châteauponsac
- Le Dorat
- Magnac-Laval
- Mézières-sur-Issoire
- Nantiat
- Saint-Sulpice-les-Feuilles